# Jewell Marceau
Jewell Marceau (Virginia Beach, Virginia; 12 de abril de 1975) es una actriz pornográfica, modelo erótica, fetichista y de fitness, directora y productora estadounidense.

## Biografía
Marceau, nombre artístico de Jewel Marcab, nació en la ciudad costera de Virginia Beach, ubicada en la mancomunidad de Virginia, en abril de 1975, en una familia cristiana conservadora. A comienzos de 1996 se trasladó a Los Ángeles para empezar su carrera en el mundo del modelaje, donde comenzó a tener sus primeros trabajos. Derivada del mundo del modelaje erótico fue su entrada en la industria pornográfica, en la que debutó como actriz ese año a los 20 años.
Comenzó su carrera actuando en películas de temática lésbica con su primer nombre artístico, Scarlett Fever, cuando trabajaba para los estudios Harmony Concepts, los que le aconsejaron que se lo cambiara a algo más vistoso, como resultó ser su nombre más conocido: Jewell Marceau. Una de sus especialidades es la temática fetichista y BDSM, en la que ha trabajado en diversas películas como actriz y posteriormente como directora y modelo.
Como actriz, ha trabajado para productoras como su propia productora, así como para Wicked Pictures, Vivid, Sin City, Pure Filth, Bob's Video, California Star, Legend Video, Evil Angel, New Sensations, Kink.com, Adam & Eve o Digital Sin, entre otras.
En 2003, demandó al modelo y director de películas BDSM Paige White, acusándole de negligencia y daños perjuiciales durante un rodaje, recibiendo tras dicha denuncia una indemnización.
En 2004, Marceau quedó en el segundo puesto de la lista erigida en los Premios SIGNY en la categoría de Mejor modelo de bondage. Al año siguiente conseguía la primera plaza en dicha categoría.
En 2007 ganó el Premio AVN en la categoría de Mejor escena de sexo en grupo, junto a Belladonna, Melissa Lauren, Jenna Haze, Gianna Michaels, Sandra Romain, Adrianna Nicole, Flower Tucci, Sasha Grey, Nicole Sheridan, Marie Luv, Caroline Pierce, Lia Baren, Jean Valjean, Christian XXX, Voodoo, Chris Charming, Erik Everhard, Mr. Pete y Rocco Siffredi, por Fashionistas Safado: The Challenge
Ha rodado más de 540 películas como actriz.

## Premios y nominaciones
| Año  | Ceremonia   | Resultado | Premio                        | Trabajo                            |
| ---- | ----------- | --------- | ----------------------------- | ---------------------------------- |
| 2007 | Premios AVN | Ganadora  | Mejor escena de sexo en grupo | Fashionistas Safado: The Challenge |